# Rivierbedding

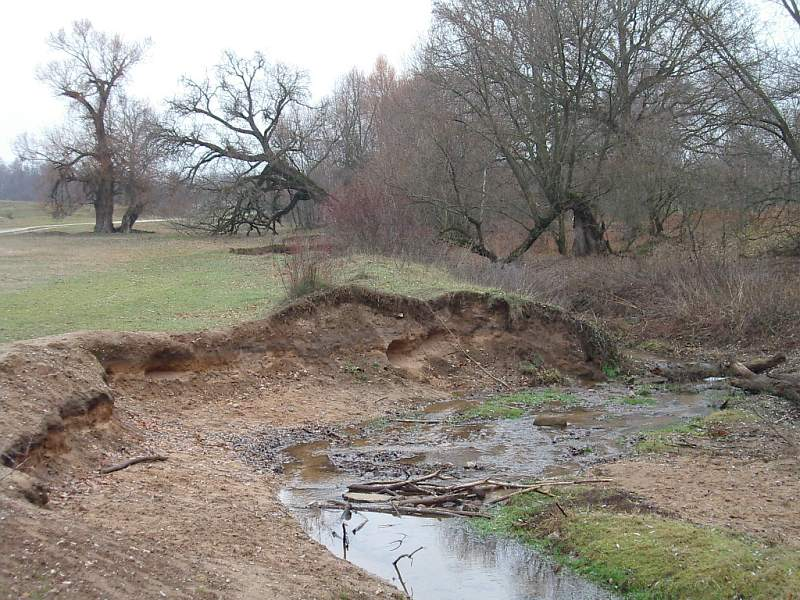
Rivierbed

Een rivierbedding is de bodem van een stroom, rivier of beek en is begrensd door de oevers van de normale waterstroom, het zomerbed. De uiterwaarden zijn de gebieden langs de rivier die bij hoog water overstromen. In het algemeen is de rivierbedding het gedeelte onder de normale waterlijn en zijn de oevers het gedeelte net boven deze lijn.
Of een oever rechter- of linkeroever genoemd moet worden, is te bepalen door stroomafwaarts, in de richting van de monding van de rivier, te kijken.

## Ongeval stuw Grave
Door het ongeval op de Maas, waarbij een motortankschip op 29 december 2016 door de stuw bij Grave voer, liep het stuwpand tussen Sambeek en Grave 'leeg'. Hierdoor werd de rivierbedding deels zichtbaar.

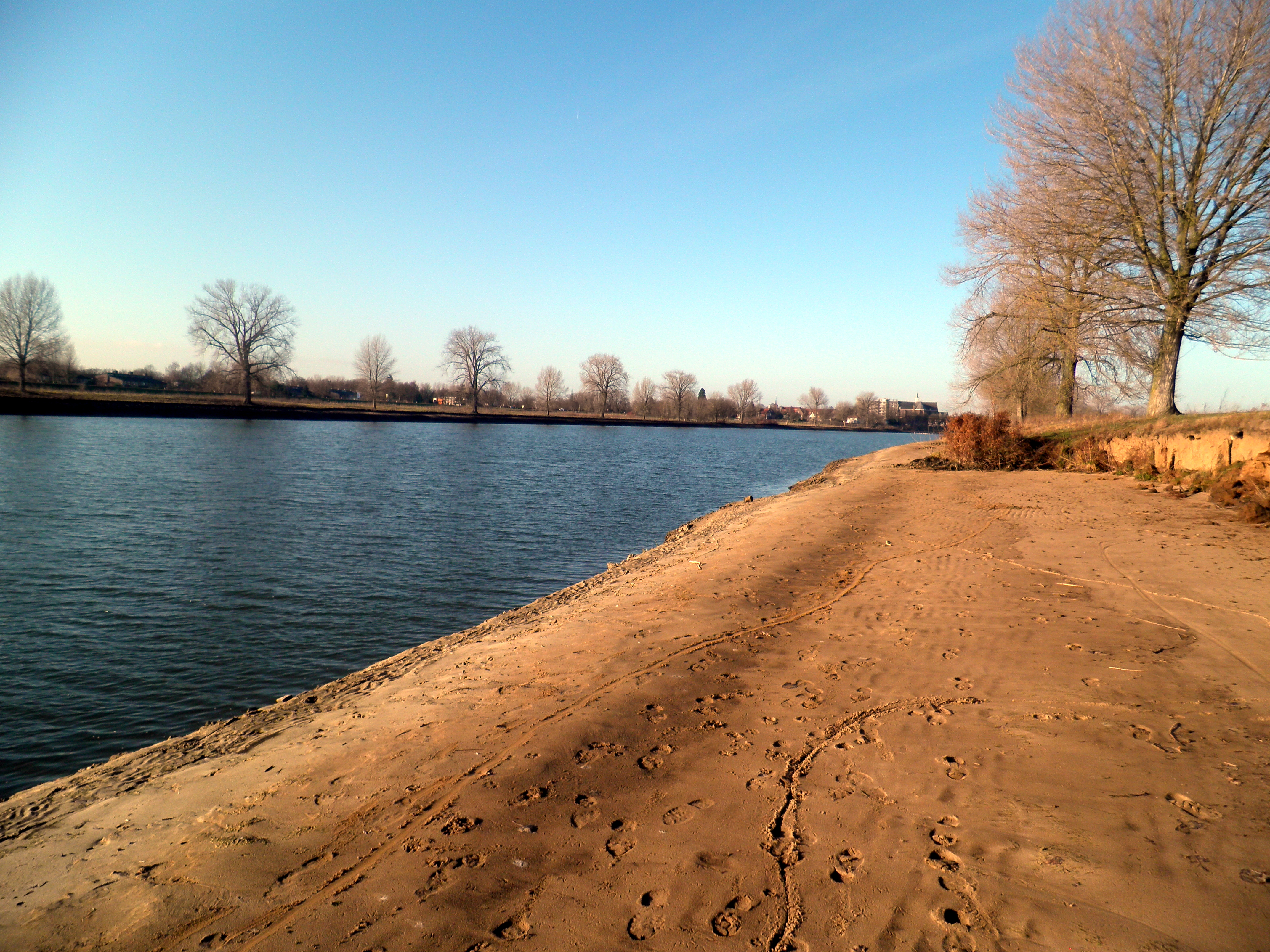
Rivierbedding Maas nabij Grave
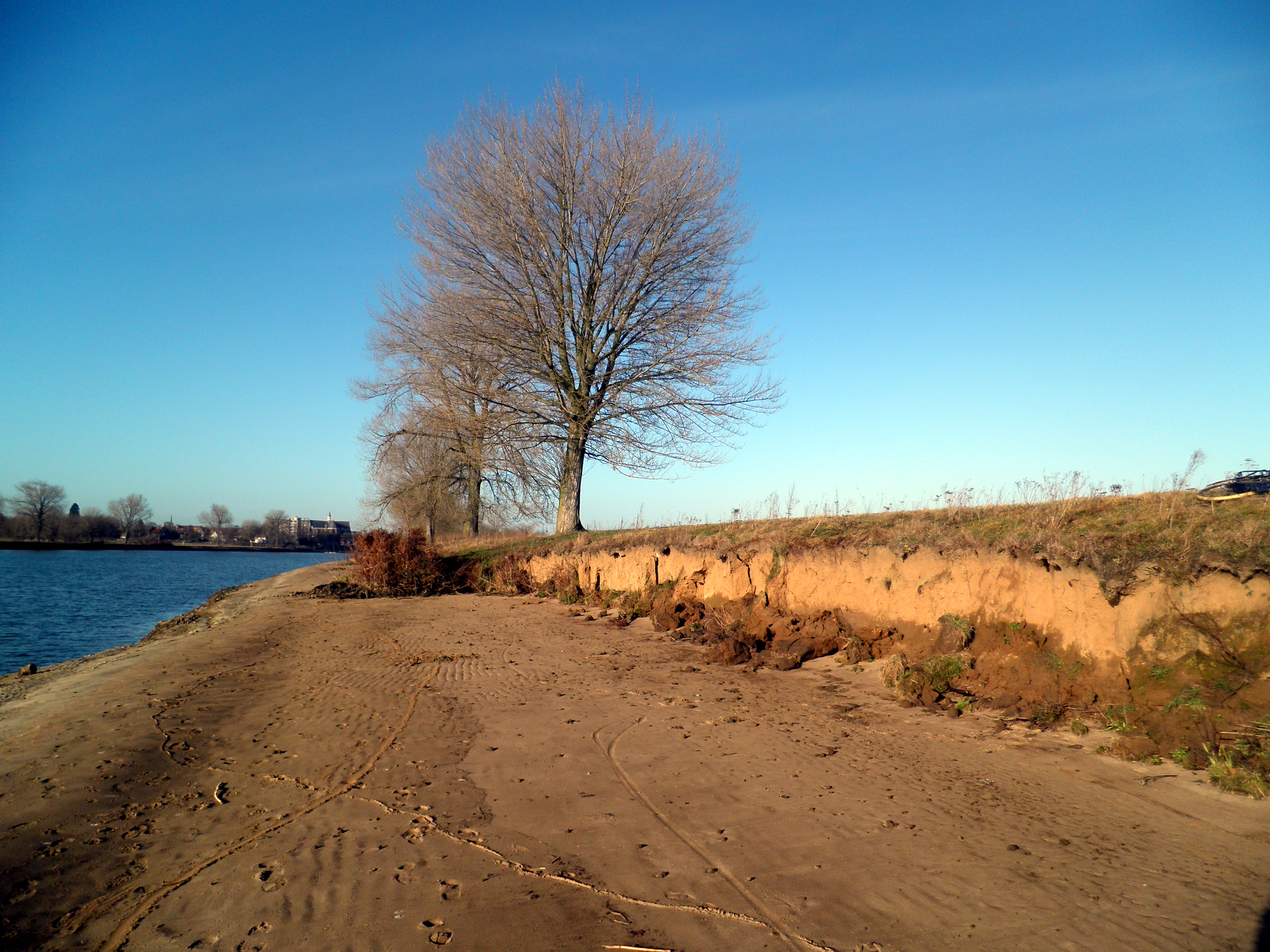
Rivierbedding Maas nabij Grave
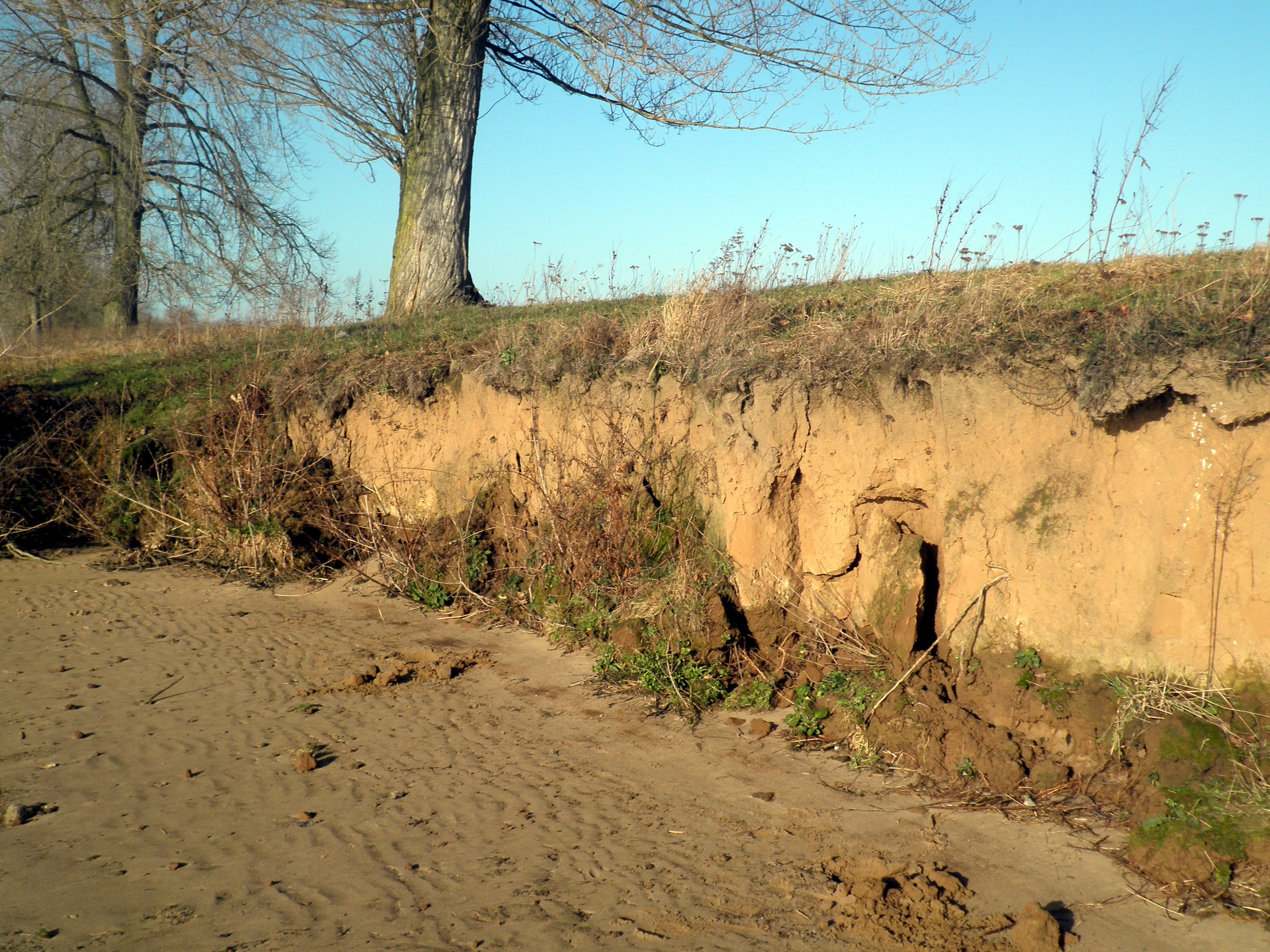
Maasoever
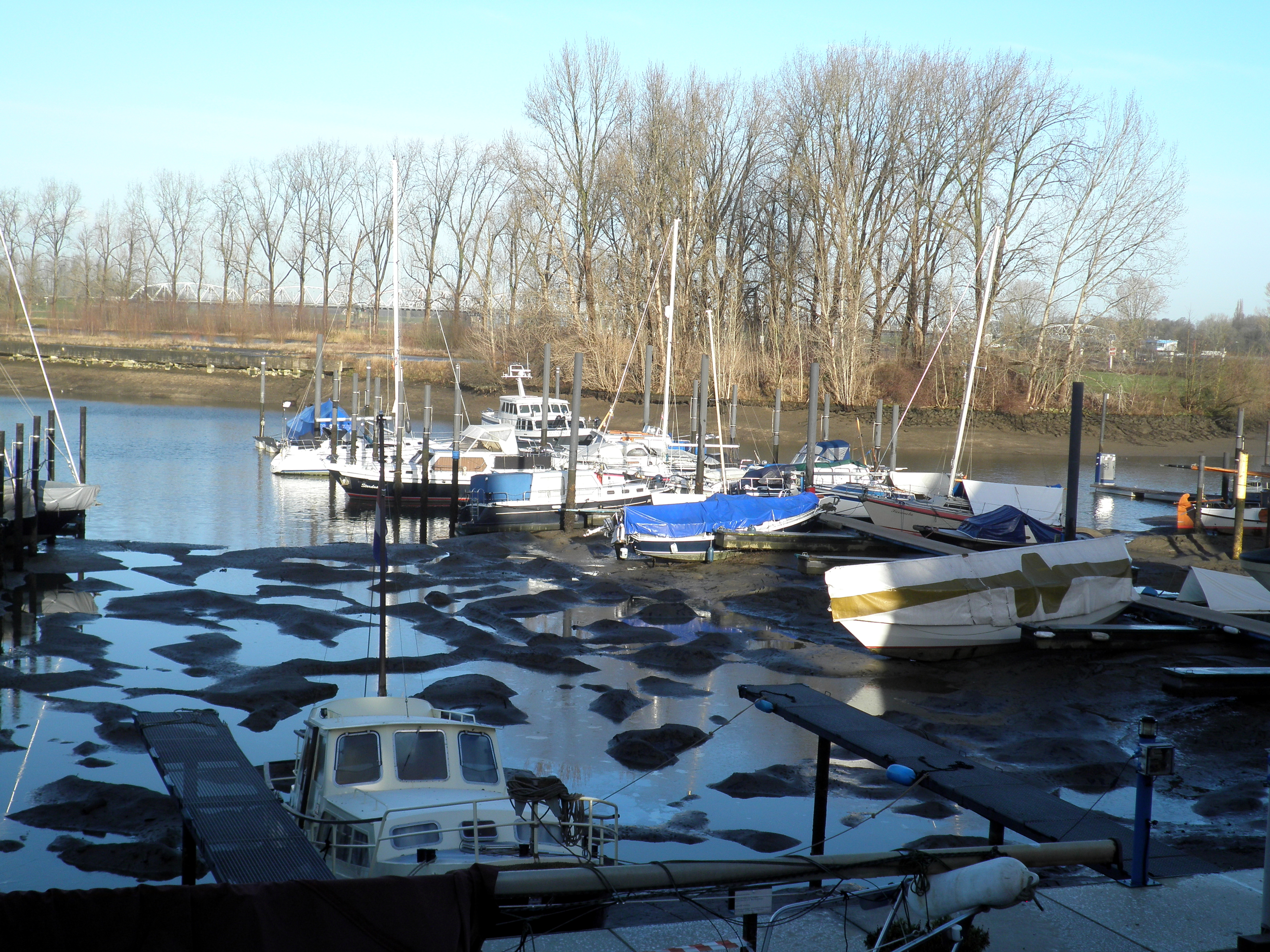
Jachthaven Grave
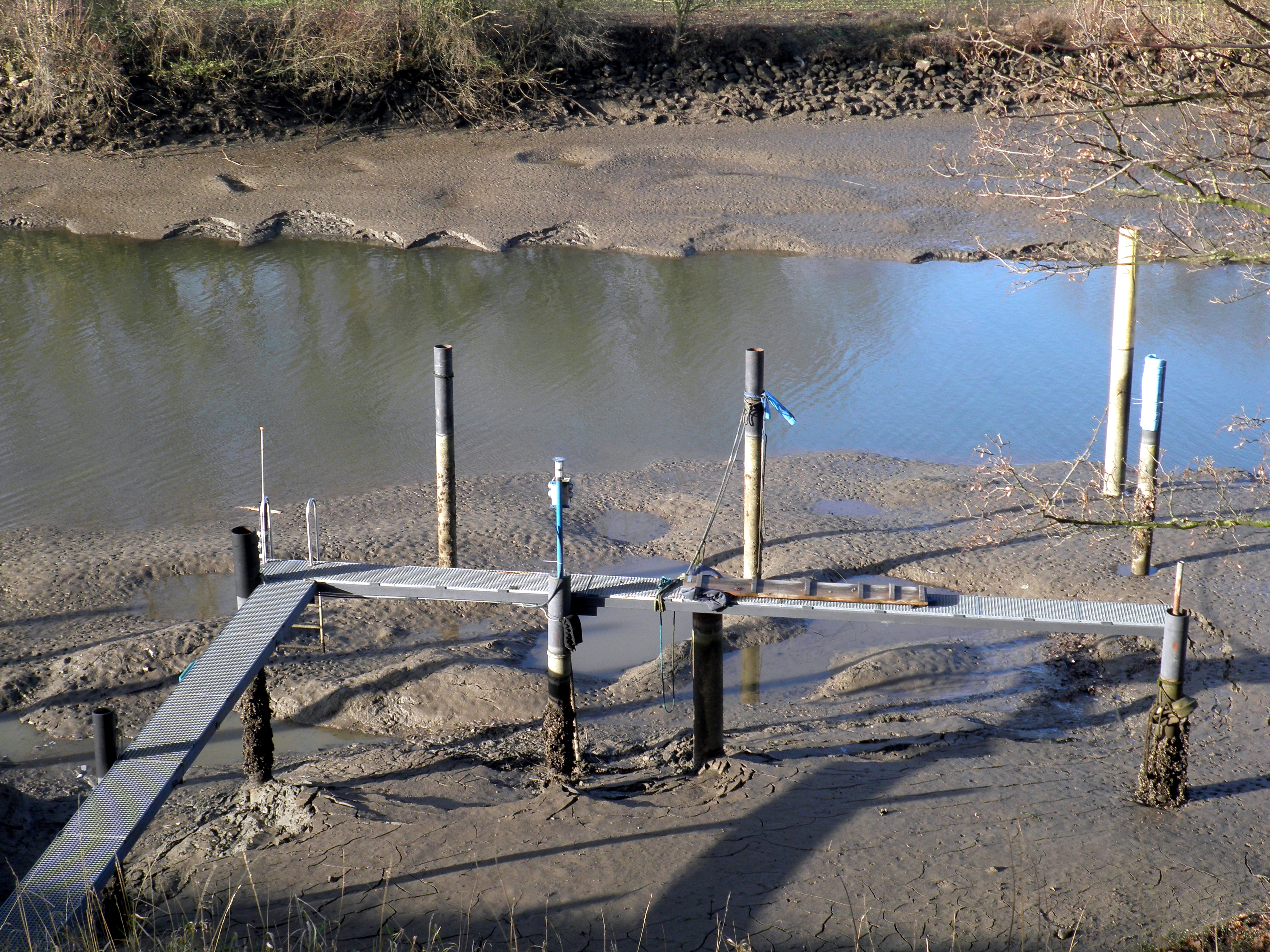
Jachthaven Grave